# 八十八ヶ所巡礼 (バンド)
八十八ヶ所巡礼（はちじゅうはちかしょじゅんれい）は、日本のスリーピースロックバンド。レーベルはPsychederic Progressive Revolution（インディーズ）。略称は「八八（はちはち）」「巡礼（じゅんれい）」。

## 概要
2006年10月8日に結成されたスリーピースバンド。「ちょっとやそっとじゃ想像できないロック音楽」「浮き浮きするプログレの端くれ」と自らの音楽性を称している。マスコットキャラクターは谷口崇の手によるもの。バンド名をはじめ、仏教や神道など、東洋の宗教の世界観を取り入れた楽曲が多い。

## メンバー
マーガレット廣井（マーガレットひろい）- ボーカル・ベース。
公式担当表記は、Ba.と歌と主犯格。
愛媛県吉田町（現在は宇和島市に合併）出身。高校生の頃からeastern youthを聴いていたと述べている。また、人間椅子の音楽性に影響を受けていることを公言している。ライブでは、観客のことを「貴様ら」と呼びながらも敬語を崩さない、独特な喋り方をする。
好きな映画に『太陽を盗んだ男』『爆裂都市 BURST CITY』『仁義なき戦いシリーズ』『うる星やつら2 ビューティフル・ドリーマー』を挙げている。

Katzuya Shimizu - ギター。
公式担当表記は、Gt.と参謀と演技指導。
石川県河北郡内灘町出身。15歳でギターを始め、ヴァン・ヘイレンやスティーヴ・ヴァイから影響を受ける。その後、土方隆行、北島健二に師事する。ギターは『Freedom custom』、『十重二十重』のKatzuya Shimizu モデル(白と薄い水色の2本)、アンプはヘッドが『Laney GH100L』、キャビは『GS412IS』を使用している。エフェクターは『Digitech WH-4』、『MORLEY VAI-ⅠBad Horsie』、『Xotic RC Booster』、『Fulltone OCD』、『t,c,electronic NOVA SYSTEM』を用いている。
音楽教室「コロイデア音楽塾」にてギターレッスンの講師も務めている。

Kenzoooooooo - ドラムス。
公式担当表記は、Dr.と極道と含み笑い。
愛媛県吉田町（現在は宇和島市に合併）出身。小学5年生の時に初めてドラムに触れる。高校からはドラムに熱中し、X Japanなどを演奏していたという。普段はブラックミュージックを中心に聞く。非常に寡黙な性格で、公で話すことは滅多にない。ライブやMVでは上半身裸になり演奏を行う。また、ライブ前には気合を入れるため毎回髪を切る。名前のoはアルバムの数と連動する。兄は地元でみかん農家をしている。

## ディスコグラフィー

### 配信限定シングル
| 発売日        | タイトル           |
| ------------- | ------------------ |
| 2020年5月1日  | 幻魔大祭           |
| 2022年4月16日 | 鬼畜               |
| 2022年8月6日  | 奈落サブウーファー |
| 2023年12月3日 | 近頃どうしてる？   |
| 2024年7月27日 | 摩訶摩訶摩訶       |
| 2024年9月17日 | 脳騒曲             |
| 2025年3月15日 | YAOYOROZ           |

### 映像作品
| 発売日 | タイトル           | 規格品番 | 備考 |
| ------ | ------------------ | -------- | ---- |
| 2015年 | 攻撃的国民的音楽祭 | PPR-1012 |      |

### 参加作品
| 発売日        | タイトル                                      | 規格品番   | 収録曲 | 備考                                 |
| ------------- | --------------------------------------------- | ---------- | --- | ------------------------------------ |
| 2015年6月17日 | DJ6月『バッテンシャーク』                     | LHWCD-0031 | 紫光 feat.摩阿訶烈音 from 八十八ヶ所巡礼                                                                         |                                      |
| 2018年9月19日 | tribute to the band apart                     | PCCA-04705 | ピルグリム | the band apartのトリビュートアルバム |
| 2020年1月29日 | PARADE III 〜RESPECTIVE TRACKS OF BUCK-TICK〜 | VICL-70243 | 青の世界 | BUCK-TICKのトリビュートアルバム      |
| 2020年2月20日 | ジュンペロ『20/700000000』                    |            | 枯渇って〜鴬谷編〜(Gt.Katzuya Shimizu (八十八ヶ所巡礼)) 今過去つ～渋谷編～(Ba.マーガレット廣井 (八十八ヶ所巡礼)) |                                      |

## ライブ

### ワンマンライブ・主催イベント
- 2016年5月1日 - one man LIVE tour 2016　八＋八＋八
- 2016年5月4日 - one man LIVE tour 2016　八＋八＋八
- 2016年5月6日 - one man LIVE tour 2016　八＋八＋八
- 2016年5月8日 - one man LIVE tour 2016　八＋八＋八
- 2016年5月20日 - one man LIVE tour 2016　八＋八＋八
- 2016年5月21日 - one man LIVE tour 2016　八＋八＋八
- 2016年6月3日 - 仏滅ナイトin大阪
- 2016年6月25日 - one man LIVE tour 2016　八＋八＋八
- 2016年6月30日 - 九代目梅雨将軍2man series
w/ビレッジマンズストア
- 2016年8月8日 - 八十八ヶ所巡礼 -one man LIVE-【八月は極楽浄土キャンペーン!!!!】
- 2016年8月18日 - 八十八ヶ所巡礼 -one man LIVE-【八月は極楽浄土キャンペーン!!!!】
- 2016年8月20日 - 八十八ヶ所巡礼 -one man LIVE-【八月は極楽浄土キャンペーン!!!!】
- 2016年8月28日 - 八十八ヶ所巡礼 -one man LIVE-【八月は極楽浄土キャンペーン!!!!】
- 2016年10月2日 - 八十八ヶ所巡礼×愛はズボーン～泥沼の2マン!!～
w/愛はズボーン
- 2016年10月8日 - 八十八ヶ所巡礼～神無月特別企画～「八」のつく日は極楽浄土キャンペーン!!
w/スキッツォイドマン
- 2016年10月18日 - 八十八ヶ所巡礼～神無月特別企画～「八」のつく日は極楽浄土キャンペーン!!
w/バックドロップシンデレラ
- 2016年10月21日 - ～Hearts＋4th Anniversary～ ヒカシュー×八十八ヶ所巡礼 2MAN LIVE 『八十八ヒカシュ巡礼』
w/ヒカシュー
- 2016年10月28日 - 八十八ヶ所巡礼～神無月特別企画～「八」のつく日は極楽浄土キャンペーン!!
w/バックドロップシンデレラ
- 2016年11月18日 - 仏滅ナイト
- 2016年12月16日 - 八十八ヶ所巡礼-one man LIVE- 日本万歳!!!!
- 2016年12月18日 - 八十八ヶ所巡礼-one man LIVE- 日本万歳!!!!
- 2016年12月23日 - 八十八ヶ所巡礼-one man LIVE- 日本万歳!!!!
- 2017年1月8日 - 八十八ヶ所巡礼-one man LIVE-仏滅ナイト
- 2017年2月11日 - 八十八ヶ所巡礼 one man LIVE 2017 金土日
- 2017年3月18日 - PALOOZA 2MAN CIRCUIT ホネヌキ巡礼 柏に再降臨 2017!
w/ピアノゾンビ
- 2017年3月25日 - 八十八ヶ所巡礼 one man LIVE 2017 金土日
- 2017年4月16日 - 八十八ヶ所巡礼 one man LIVE 2017 金土日
- 2017年5月2日 - 八十八夜は仏滅ナイト!!!!
- 2017年5月20日 - 八十八ヶ所巡礼 one man LIVE 2017 金土日
- 2017年6月24日 - 八十八ヶ所巡礼 one man LIVE 2017 金土日
- 2017年7月23日 - 八十八ヶ所巡礼 one man LIVE 2017 金土日
- 2017年7月28日 - 八十八ヶ所巡礼 presents プレミアム金土日スペシャル!!
- 2017年8月8日 - 八十八ヶ所巡礼 presents 大・仏滅ナイト
- 2017年8月11日 - FM愛媛『マシンガンエチケット』presents 八十八ヶ所巡礼 -one man LIVE- 攻撃的同窓会的音楽
- 2017年8月18日 - 八十八ヶ所巡礼 presents 大・金土日祭
- 2017年9月9日 - one man LIVE 苦苦ナイト
- 2017年11月3日 - 大安文化ナイト!!!
- 2017年11月18日 - 土 八十八ヶ所巡礼 presents [8]のつく日は極楽浄土キャンペーン!!!!
- 2017年12月23日 - 八十八ヶ所巡礼 one man LIVE!!!日本万歳!!
- 2018年1月8日 - 八十八ヶ所巡礼 one man LIVE 新春祝成人ナイト!!!!
- 2018年1月21日 - 八十八ヶ所巡礼 one man LIVE ロックンロール祝25周年ナイト!!!
- 2018年2月3日 - 八十八ヶ所巡礼 one man LIVE 新大陸ナイト!!!
- 2018年2月24日 - 八十八ヶ所巡礼 one man LIVE 4.14祭
- 2018年3月2日 - 八十八ヶ所巡礼 one man LIVE セカンドファーストナイト!!!
- 2018年3月17日 - 八十八ヶ所巡礼 one man LIVE 凍狂ナイト
- 2018年4月7日 - 八十八ヶ所巡礼 one man LIVE 大名古屋ナイト!!!
- 2018年4月21日 - 八十八ヶ所巡礼 one man LIVE 凍狂札幌ナイト!!!
- 2018年5月12日 - 八十八ヶ所巡礼one man LIVE凍狂大安ナイト!!!
- 2018年6月9日 - 八十八ヶ所巡礼 one man LIVE 凍狂ロック祭!!!
- 2018年7月7日 - 八十八ヶ所巡礼 one man LIVE 凍狂七夕祭!!!
- 2018年8月8日 - 八十八ヶ所巡礼 one man LIVE 八×八祭 -八月は極楽浄土キャンペーン!!!-
- 2018年8月11日 - 八十八ヶ所巡礼 one man LIVE 攻撃的国民的同窓会 -八月は極楽浄土キャンペーン!!!
- 2018年8月18日 - 八十八ヶ所巡礼one man LIVE「八+八+八祭 -八月は極楽浄土キャンペーン!!!-」
- 2018年9月22日 - 八十八ヶ所巡礼 one man LIVE -凍狂より愛をこめてー 凍狂仙台ナイト!!!
- 2018年9月29日 - 八十八ヶ所巡礼 one man LIVE -凍狂より愛をこめてー 凍狂広島ナイト!!!
- 2018年10月6日 - 八十八ヶ所巡礼 one man LIVE -凍狂より愛をこめてー 凍狂天神ナイト!!!
- 2018年10月20日 - 八十八ヶ所巡礼one man LIVE -凍狂より愛をこめてー 凍狂心斎橋ナイト!!!
- 2018年10月28日 - 八十八ヶ所巡礼presents 仏滅の夜はツーマン!!3デイズ!!
- 2018年11月3日 - 八十八ヶ所巡礼 one man LIVE -凍狂より愛をこめてー 凍狂札幌ナイト!!!
- 2018年11月23日 - 八十八ヶ所巡礼 one man LIVE -凍狂より愛をこめてー 凍狂勤労感謝ナイト!!!
- 2018年12月21日・23日 - 八十八ヶ所巡礼 one man LIVE!! 平成最後!! 日本万歳!! ツー・ディズ!!
- 2019年1月5日 - 八十八ヶ所巡礼 one man LIVE 新春仏滅ナイト!!
- 2019年2月9日 - 八十八ヶ所巡礼 one man LIVE!!! 凍狂大安仙台ナイト!!
- 2019年2月23日 - 八十八ヶ所巡礼 one man LIVE!!! 凍狂広島ナイト!!
- 2019年3月21日 - one man LIVE!!!!凍狂仏滅ナイト!!
- 2019年3月23日 - 八十八ヶ所巡礼 one man LIVE!!! 凍狂天神ナイト!!
- 2019年4月6日 - 八十八ヶ所巡礼 one man LIVE!!- 凍狂新宿仏滅ナイト!!
- 2019年4月13日 - 八十八ヶ所巡礼 one man LIVE!!! 凍狂札幌大安ナイト!!
- 2019年5月11日 - 八十八ヶ所巡礼 one man LIVE!!! 凍狂梅田仏滅ナイト!!
- 2019年6月27日 - 八十八ヶ所巡礼 one man LIVE!! 凍狂仏乱寿ナイト!!!
- 2019年7月13日 - 八十八ヶ所巡礼 one man LIVE!!! 凍狂 吐ク愛ナイト!!
- 2019年7月20日 - 八十八ヶ所巡礼 one man LIVE!!! 凍狂 吐ク愛ナイト!!
- 2019年7月27日 - 八十八ヶ所巡礼 one man LIVE!!! 凍狂 吐ク愛ナイト!!
- 2019年8月08日 - 八十八ヶ所巡礼 one man LIVE 八×八祭 -八月は極楽浄土キャンペーン!!!-
- 2019年8月18日 - 八十八ヶ所巡礼one man LIVE「八+八祭 -八月は極楽浄土キャンペーン!!!-」
- 2019年9月14日 - 11月9日 - 八十八ヶ所巡礼 one man LIVE!!!凍狂_JOVE JOVEナイト!!

### 出演イベント
- 2016年5月7日 - COMIN’KOBE16
- 2016年6月4日・5日 - 百万石音楽祭2016～ミリオンロックフェスティバル～
- 2016年6月19日 - SUPER BEAVER 『27』Release Tour 2016 ～27こぶ、ラクダ～
- 2016年6月23日 - 八十八ヶ所巡礼×或る感覚×Kidori Kidori
- 2016年7月19日 - CLUB Que夏ノ陣 2016【RETURN TO NATURAL】
- 2016年7月27日 - PERSONAL ROCKS
- 2016年7月28日 - rising action
- 2016年7月29日 - PIRATE SHIP 2016
- 2016年7月30日 - ANGRY FROG REBIRTH presents ＜WEST SIDE FAMILY BACK＞
- 2016年9月3日 - 骨殺しナイト
- 2016年9月26日 - Fireloop presents -This is Fireloop 2016-
- 2016年10月3日 - SAHOGAWA MIDNIGHT CIRCUS -NEVERLAND 20th ANNIVERSARY-
- 2016年10月6日 - 龍宮ナイトVOL.80 ～御百度参り～
- 2016年10月29日 - 骨殺しナイト
- 2016年10月30日 - 骨殺しナイト
- 2016年11月14日 - 骨殺しナイト
- 2016年11月14日 - ビレッジマンズストア『正しい夜明け』Release Tour
- 2016年11月15日 - IRIKO「愛は祈りのように」東阪福３カ所強襲TOUR
- 2016年11月19日 - バックドロップシンデレラ ベストアルバム「BESTです」レコ発ツアー「ベストなウンザウンザを踊る」
- 2016年11月22日 - バックドロップシンデレラ ベストアルバム「BESTです」レコ発ツアー「ベストなウンザウンザを踊る」
- 2016年11月23日 - バックドロップシンデレラ ベストアルバム「BESTです」レコ発ツアー「ベストなウンザウンザを踊る」
- 2016年11月24日 - バックドロップシンデレラ ベストアルバム「BESTです」レコ発ツアー「ベストなウンザウンザを踊る」
- 2016年11月25日 - 1st ALBUM 生命の花 Release tour final 「踊り狂う世界市民 Vol.5」
- 2017年01月15日 - 怪帰大作戦 【千日前ユニバース】
- 2017年03月19日・20日 - 「SANUKI ROCK COLOSSEUM」～BUSTA CUP 8th round～